# Neolecanium imbricatum
Neolecanium imbricatum är en insektsart som först beskrevs av Cockerell 1896.  Neolecanium imbricatum ingår i släktet Neolecanium och familjen skålsköldlöss. Inga underarter finns listade i Catalogue of Life.